# Stemonocera cervicornis
Stemonocera cervicornis är en tvåvingeart som först beskrevs av Enrico Adelelmo Brunetti 1917.  Stemonocera cervicornis ingår i släktet Stemonocera och familjen borrflugor. Inga underarter finns listade i Catalogue of Life.